# Lotzen

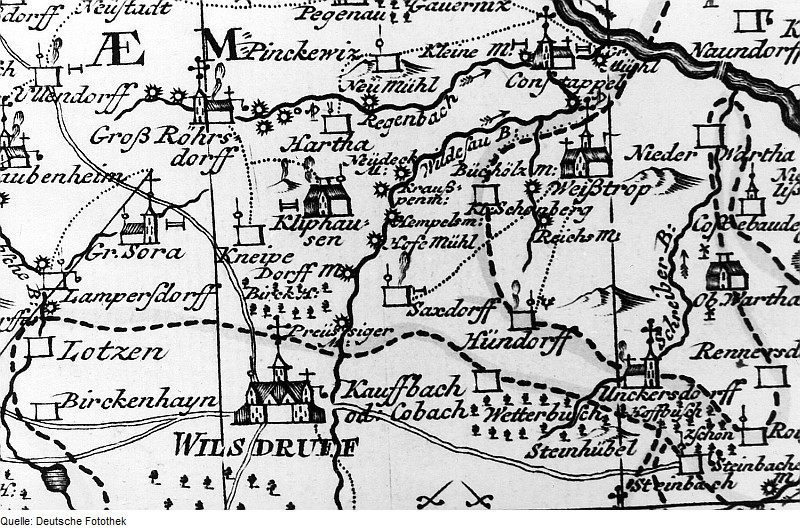
Lotzen auf einer Karte des Amtes Meißen von 1750

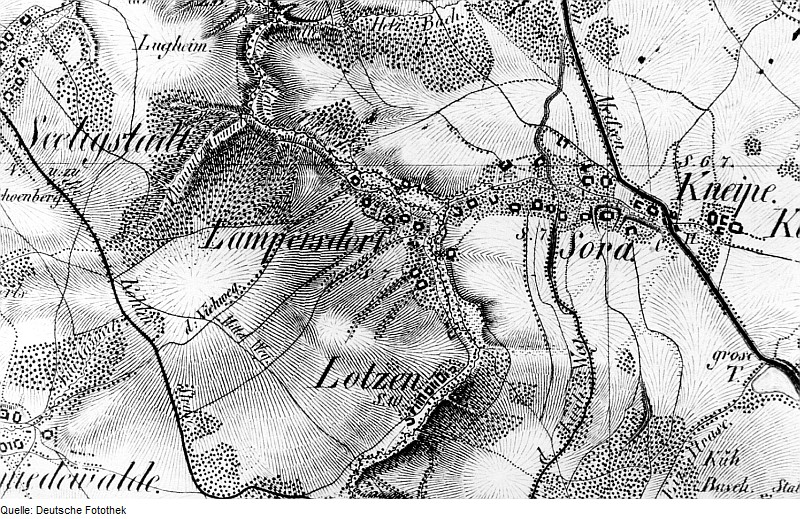
Lotzen und seine Nachbarorte auf einer Karte aus dem 19. Jahrhundert

Lotzen ist ein Ortsteil der Ortschaft Klipphausen in der gleichnamigen Gemeinde im Landkreis Meißen, Sachsen.

## Geographie
Lotzen liegt im als Wilsdruffer Land bezeichneten Teil des Meißner Hochlands. Das Dorf ist umgeben von den anderen zu Klipphausen gehörenden Ortsteilen Lampersdorf im Norden, Sora im Nordosten und Klipphausen selbst im Osten. Westlich benachbart ist Schmiedewalde, ein Ortsteil der Gemeinde Klipphausen. Südlich von Lotzen liegt Birkenhain, ein Ortsteil der Stadt Wilsdruff. Unmittelbar südlich der Ortslage Lotzen verläuft somit die Grenze zum Landkreis Sächsische Schweiz-Osterzgebirge.
Landwirtschaftlich genutzte Hochflächen umgeben das Dorf, in nordwestlicher Richtung steigt das Gelände zur Baeyerhöhe hin an. Lotzen liegt im Tal der Kleinen Triebisch. Nach dem Flüsschen ist die Straße „An der kleinen Triebisch“ benannt, die den Ortskern des Waldzeilendorfs erschließt. Einen Kilometer südlich der Ortslage verläuft die Bundesautobahn 4 in Ost-West-Richtung, knapp zwei Kilometer südöstlich steht der Funkturm Wilsdruff, eine bekannte Landmarke.

## Geschichte
Im Jahre 1594 fand „der Lotze“, ein Vorwerk, Erwähnung in einer Urkunde. Der Name leitet sich ab von „Lutz“, einer Kurzform von Ludwig, und geht wahrscheinlich auf einen frühen Besitzer dieses Vorwerks zurück. Es gehörte im 16. Jahrhundert zum Rittergut im nahen Limbach. Um 1600 ging es an das Rittergut Wilsdruff über. Im frühen 17. Jahrhundert entstand um das Vorwerk herum eine Siedlung für landwirtschaftliche Arbeiter, die 1696 „Lotzen“ und 1724 „Loczen“ hieß. Ein „Lotzen Forwerg“ wird 1791 wieder genannt. Die Flur um die Siedlung wurde aus der Lampersdorfer Flur herausgenommen und umfasste im Jahre 1900 nur 37 Hektar.
Eingepfarrt ist Lotzen seit seiner Gründung ins benachbarte Sora. Die Verwaltung des Dorfes oblag zunächst dem Amt Dresden. Im Jahre 1856 war es zum Gerichtsamt Wilsdruff gehörig und kam danach zur Amtshauptmannschaft Meißen, aus der der gleichnamige Landkreis hervorging. Seine Eigenständigkeit verlor Lotzen am 1. Juli 1950 durch seine Eingemeindung nach Sora, das am 1. März 1974 seinerseits nach Klipphausen eingemeindet wurde.
Mehrere Gebäude im Ort sind als Kulturdenkmal geschützt (siehe Liste der Kulturdenkmale in Lotzen).

### Einwohnerentwicklung
| Jahr | Einwohner  |
| ---- | ---------- |
| 1748 | 12 Häusler |
| 1834 | 76         |
| 1871 | 70         |
| 1890 | 70         |
| 1910 | 59         |
| 1925 | 59         |
| 1939 | 52         |
| 1946 | 64         |
| 1950 | siehe Sora |